# Phare de Cape Florida
Le phare de Cape Florida est situé à la pointe sud de Key Biscayne dans le comté de Miami-Dade en Floride. Il fut construit en 1825 et fonctionna avec quelques interruptions jusqu'en 1878, lorsqu'il fut remplacé par le phare de Fowey Rocks, puis remis en service en 1978. Le phare marque l'emplacement d'un récif, situé à environ 6 km au large, et le Florida Channel, le chenal naturel le plus profond de la baie de Biscayne. L'appel d'offres pour sa construction mentionnait une tour haute de 20 m en briques épais d'un mètre cinquante à sa base et de 60 centimètres à son sommet. Après sa construction, on s'aperçut que le contractant avait fait, néanmoins, quelques économies sur l'épaisseur des murs. Le premier gardien du phare fut le capitaine John Dubose, qui officia pendant plus de dix ans. En 1835, un puissant cyclone frappa l'île et endommagea le phare.

## Attaque du phare

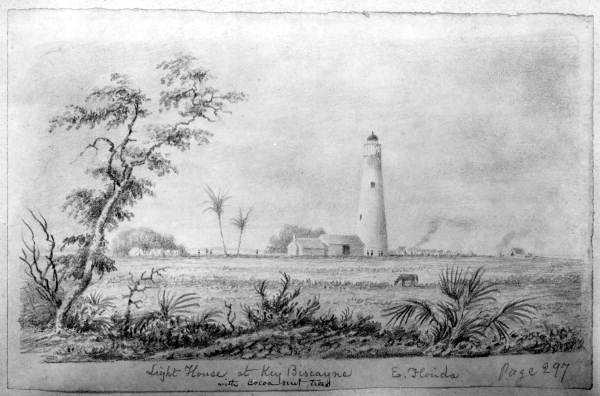
Le phare vers 1830.

Lors du commencement de la Seconde Guerre séminole, en 1835, les Séminoles attaquent les quelques colons américano-européens vivant au sud de la Floride. En janvier 1836, ils massacrent la famille de William Cooley sur leur plantation de la New River, à l'emplacement de l'actuelle ville de Fort Lauderdale. Ayant appris le massacre, les autres colons de la région de la Miami River traversent la baie de Biscayne jusqu'au phare. Cependant, comme l'île n'est pas considérée comme un lieu sûr, les réfugiés et la famille du capitaine Dubose se rendent à Key West. Plus tard, toujours en janvier, le lieutenant George M. Bache, de l’US Navy, arrive de Key West avec quelques ouvriers pour fortifier le phare en obstruant les fenêtres du rez-de-chaussée et renforçant la porte. Le 18 juillet 1836, le capitaine Dubose quitte le phare pour rendre visite à sa famille à Key West, laissant à son assistant, John W. B. Thompson, et à un aide afro-américain, Aaron Carter, la garde du phare,.
Cinq jours plus tard, le 23 juillet 1836, un groupe de Séminoles attaque le phare. Thompson et Carter parviennent à s'y réfugier. Plus tard, Thompson rapportera que des balles traversèrent ses vêtements et son chapeau, et que ses poursuivants parvinrent à la porte alors qu'il tournait la clé dans la serrure. Thompson échange des coups de feu avec les Séminoles depuis les fenêtres de la partie supérieure de la tour pendant le reste de la journée. Après la tombée de la nuit les Séminoles parviennent à approcher du phare et à mettre le feu à la porte. Comme des balles ont troué les réservoirs d'huile de la lampe (qui contiennent 900 litres d'huile), situés au bas de la tour, l'huile répandue s'enflamme à son tour. Thompson, dont les vêtements sont imbibés d'huile, et Carter partent se réfugier au sommet du phare, emportant avec eux un tonnelet de poudre à canon, des balles, et un fusil. Les deux hommes parviennent à couper une partie de l'escalier en bois de la tour avant d'être chassés au sommet par les flammes.
Les flammes sont si fortes que Thompson et Carter doivent se réfugier sur la plateforme de 60 centimètres de large qui entoure la lampe au sommet du phare. Les vêtements de Thompson s'enflamment et lui-même et Carter sont blessés par des tirs des Séminoles. La lentille et les fenêtres du phare éclatent à cause de la chaleur. Certain qu'il va mourir et désireux d'en finir rapidement, Thompson jette la poudre à canon à l'intérieur de la tour. Le tonnelet explose, mais ne détruit la tour. Il réduit brièvement l'intensité de l'incendie qui reprend ensuite plus féroce que jamais. Le feu ne meurt que quelque temps après faute de combustible. Thompson découvre alors que Carter a succombé à ses blessures et à l'incendie.
Le jour suivant, Thompson voit les Séminoles piller et incendier les autres bâtiments qui entourent le phare. Pensant qu'il était mort, ils avaient cessé de tirer dans sa direction. Après leur départ, Thompsom est piégé au sommet du phare. Il a reçu trois balles dans chaque pied et l'escalier à totalement brulé. Plus tard dans la journée, il voit un bateau approcher. La goélette Motto de la Navy a entendu l'explosion à plus de vingt kilomètres et vient enquêter. Les marins sont surpris de trouver Thompson vivant. Ils ne parviennent cependant pas à faire descendre le malheureux et quittent l'île pour la nuit. Le lendemain les hommes du Motto et ceux d'une autre goélette, le Pee Dee, reviennent et parviennent à tirer une tige attachée à un filin en direction de Thompson, puis un câble est attaché à son extrémité, suffisamment épais pour pouvoir hisser deux hommes au sommet du phare. Thompson est ensuite emmené à Key West, puis à Charleston, où il se remit de ses blessures

## Reconstruction
En 1846, un appel d'offres fut lancé pour la reconstruction du phare et le logement du gardien. Le constructeur était autorisé à réutiliser les brique de l'ancienne construction. De nouvelles furent également envoyée depuis le Massachusetts. Le contrat fut accordé au soumissionnaire le moins cher pour 7 995 dollars. La construction fut achevée et le phare rallumé en avril 1847. Le nouveau gardien fut Reason Duke, qui vivait le long de la Miami River jusqu'à la Seconde Guerre séminole, puis contraint à évacuer vers Key Biscayne et Key West. À Key West, sa fille Elizabeth épousa James Dubose, le fils de John Dubose, le premier gardien du phare
Temple Pent devint gardien en 1852, puis remplacé successivement par Robert R. Fletcher, en 1854, et Charles S. Barron, en 1855. La tour fut rehaussée à 29 m, en 1855, pour étendre sa visibilité au-delà des récifs. On remplaça également la lampe et les lentilles de Fresnel qui furent convoyées par le lieutenant-colonel George Meade du bureau topographique du United States Army Corps of Engineers. Le phare rehaussé et munit de sa nouvelle source lumineuse fut remis en service en mars 1856.

## Guerre de sécession
Simeon Frow devint gardien en 1859. Des sympathisants de la cause confédérée détruisirent la lampe et ses lentilles en 1861. Le phare fut réparé en 1866, et Temple Pent, qui en avait été le gardien de 1853 à 1854, reprit du service. Il fut remplacé, de 1868 à 1878, par John Frow, fils de Simeon Frow, qui avait été gardien avant la Guerre de Sécession.

## Mise hors service

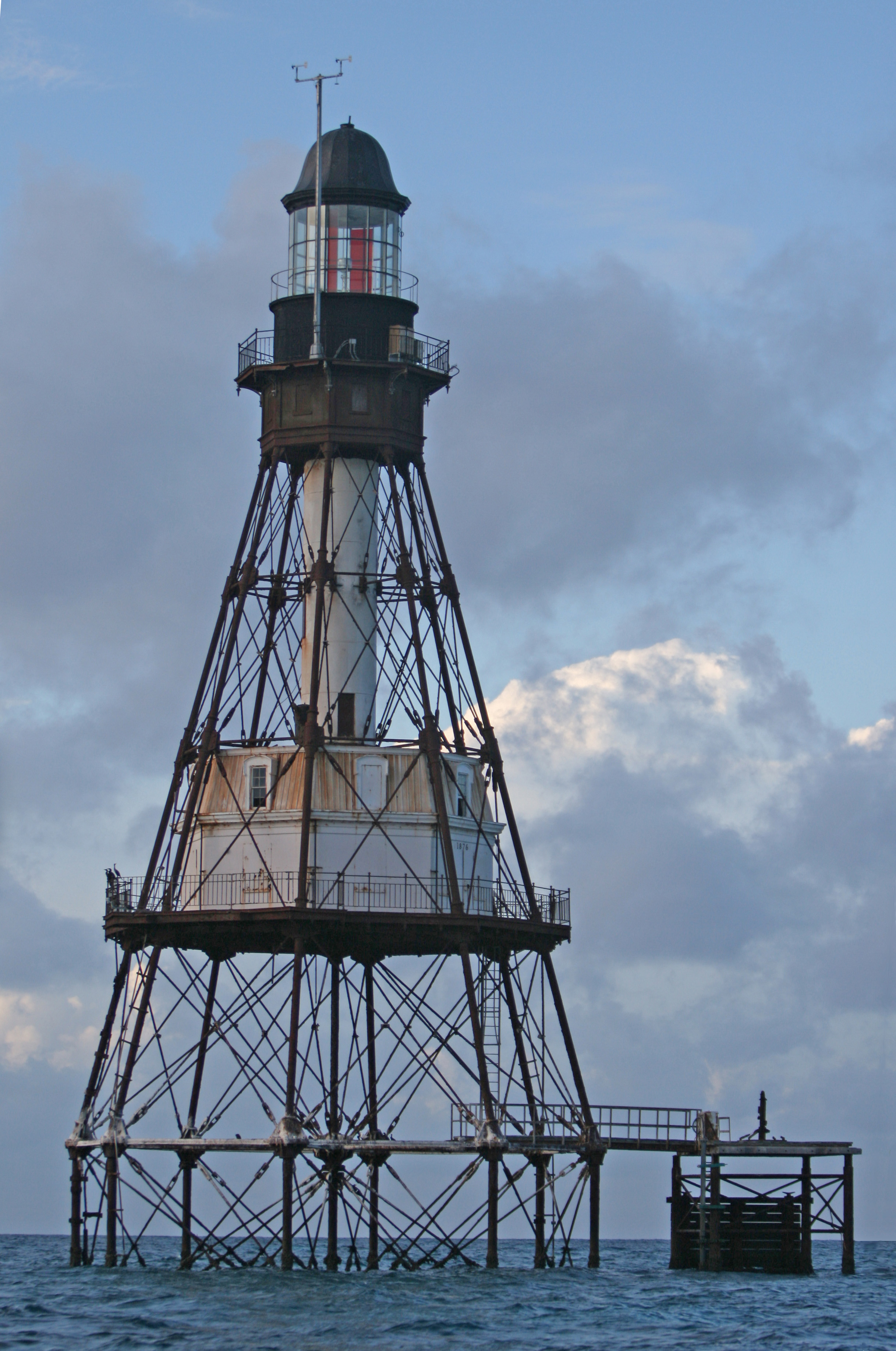
Le phare de Fowey Rocks mis en service en 1878, pour remplacer celui de Cape Florida.

Le phare fut mis hors service en 1878. Malgré son rehaussement et sa lampe plus puissante, on estimait que le phare de Cape Florida était insuffisant pour prévenir les navires des récifs situés au large. Il fut décidé de construire un nouveau phare sur les Fowey Rocks, à 11 km au large de Cape Florida en direction du sud-est. Lorsque la construction fut achevée, le phare de Cape Florida fut mis hors service. John Frow et son père furent nommés gardiens du nouveau phare de Fowey Rocks.

## Fin du XIXesiècle
De 1888 à 1893, le phare du Cape Florida fut loué par le département du Trésor des États-Unis, pour un montant total de un dollar (20 cents par an), au Yacht Club de Biscayne Bay qui y installa son siège. Il était alors le yacht club le plus au sud des États-Unis, et le plus haut du monde. Après expiration du bail, le yacht club s'installa à Coconut Grove, où il se trouve toujours.
En 1898, à cause de la tension grandissante avec l'Espagne concernant Cuba, qui se termina par la Guerre hispano-américaine, le phare de Cape Florida devint brièvement l’U.S. Signal Station Number Four, l'un des 36 points d'observation le long de la côte Est et de celle du Golfe, du Maine au Texas. Les Signal Stations furent mises en service afin d'observer et de rapporter toute approche de la flotte espagnole.

## XXesiècle

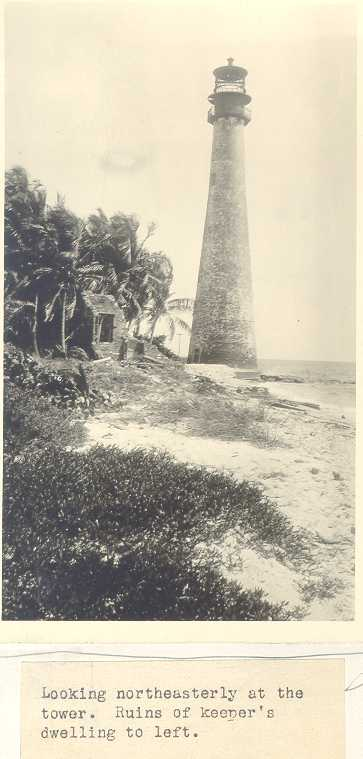
Le phare de Cape Florida en 1923

Le terrain alentour du phare appartenait au XIXe siècle à Waters Davis. Ses parents avait acquis un titre de propriété à un agent immobilier espagnol pour la partie sud de Key Biscayne, sitôt après que les États-Unis eurent acquis la Floride espagnole. Ils avaient vendu les trois acres du phare au gouvernement américain en 1825. Bien que plusieurs revendications concurrentes se soient fait valoir sur ses terres, Davis parvint à résoudre la plupart d'entre elles et reçut un titre de propriété du gouvernement américain en 1898. En 1903, Davis racheta le phare de Cape Florida au département du trésor pour la somme de 400 dollars.
Waters Davis vendit sa propriété de Key Biscayne, dont le phare, à James Deering, héritier de l'International Harvester et propriétaire de la Villa Vizcaya de Miami, en 1913. L'une des clauses du contrat exigée par Davis stipulait que le phare de Cape Florida devait être restauré. Lorsque Deering écrivit au gouvernement américain afin d'obtenir les spécifications et directives concernant le phare, les fonctionnaires furent surpris de sa requête, se demandant comment un phare avait pu être vendu à un privé. On découvrit qu'une loi votée par le Congrès et deux ordonnances du gouvernement, en 1847 et 1897, avaient réservé l'usage de l'île au phare et aux activités militaires. Une longue action légale finit par convaincre le Congrès et le président Woodrow Wilson à reconnaître le titre de propriété de Deering sur les terres de Cape Florida dont le phare lui-même.
L'érosion due à l'océan menaçait les fondations du phare. Un examen des dossiers montra que 400 mètres de rivage avaient été emportés devant le phare depuis sa construction 90 ans plus tôt. Deering fit inspecter la tour par des ingénieurs en vue de sa restauration. Ils découvrirent que ses fondations n'étaient profondes que d'un peu plus d'un mètre. Deering fit entasser de sacs de sable au pied de la tour et fit construire une jetée pour arrêter l'érosion. Les ingénieurs proposèrent d'enfoncer des piliers sous le phare jusqu'à la roche pour soutenir la tour, mais on découvrit rapidement qu'aucun soubassement rocheux n'existait. Le ingénieurs construisirent alors des fondations en béton armé, qui lors d'une inspection en 1988 furent trouvées en excellente condition. La tour résista successivement au passage de l'œil du Grand Ouragan de Miami en 1926 et au passage de l'ouragan Andrew en 1992.
La partie méridionale de Key Biscayne, dont son phare, fut achetée par l'État de Floride en 1966, et devint le Bill Baggs Cape Florida State Park. Le phare et la maison du gardien avait été restauré. En 1978, les garde-côtes y installèrent un phare automatique comme aide à la navigation, en particulier afin d'aider les marins à trouver le chenal de Floride pendant la nuit.